# The Guards Museum
The Guards Museum - litt. : Musée des Gardes - est un musée militaire thématique accessible au grand public qui retrace l'histoire des cinq régiments d'infanterie de la Garde britannique depuis le XVIIe siècle jusqu'à l'époque contemporaine. Inauguré en 1988, il est installé dans l'enceinte même du complexe militaire des « Wellington Barracks » de Londres.
Ses collections comprennent des armes, des pièces d'uniformes et d'équipements militaires, des peintures et dessins ainsi que des galeries photographiques relatant les divers conflits et batailles auxquels les régiments de « Foot Guards » - Coldstream Guards, Grenadier Guards, Welsh Guards, Scots Guards et Irish Guards - ont pris part.

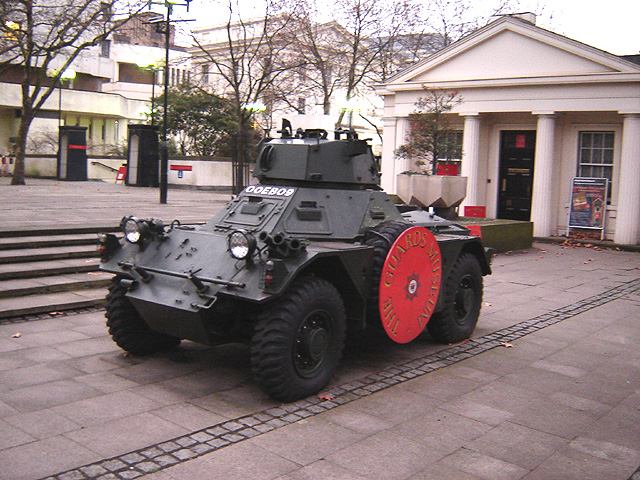
Une automitrailleuse Ferret exposée à l'entrée du Musée (Janvier 2006). À l'arrière-plan, l'entrée de la Guards Chapel et les quartiers militaires des Wellington Barracks.

Les régiments de « Horse Guards » disposent quant à eux de leur propre « Household Cavalry Museum » situé sur « Horse Guards Parade », dans les proches environs du « Guards Museum ».

## Memorabilia

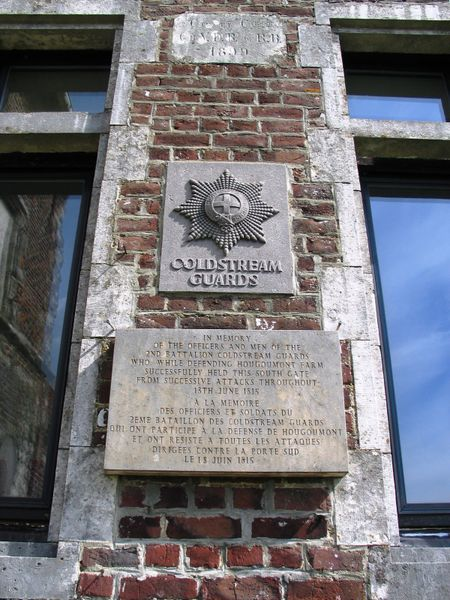
Mémorial des Coldstream Guards à Hougoumont (Belgique).

D'autres sites et musées en Europe perpétuent le souvenir des combats menés par les régiments des Guards, entre autres lors des campagnes napoléoniennes et des deux guerres mondiales.
- Guerres napoléoniennes : Le Musée Wellington, la Ferme de La Haie-Sainte et le Mémorial d'Hougoumont à Waterloo en Belgique.
- Première Guerre mondiale : Cimetière des Guards à Combles, Windy Corner - cimetière des Guards à Cuinchy, Cimetière militaire des Guards à Lesbœufs, Cimetière des Guards à Villers-Cotterets. Ces différentes nécropoles se situent aux abords directs de champs de bataille où des unités de la Garde ont été engagées, batailles dont le souvenir est conservé au Guards Museum.
- Deuxième Guerre mondiale : Monuments aux troupes britanniques en Normandie ( Opération Bluecote )

### Autres musées militaires à Londres
- Honourable Artillery Company Museum (en)
- Imperial War Museum
- National Army Museum

### Articles historiques connexes
- Unités des Guards britanniques pendant la Seconde Guerre mondiale, Division blindée des Guards.

## Sources
- (en) Cet article est partiellement ou en totalité issu de l’article de Wikipédia en anglais intitulé « The Guards Museum » (voir la liste des auteurs).